# Rennes (quận)
Quận Rennes là một quận của Pháp, nằm ở tỉnh Ille-et-Vilaine, trong vùng Bretagne. Quận này có 31 tổng và 179 xã.

## Các đơn vị hành chính

### Các tổng
Các tổng của quận Rennes là: 
1. Argentré-du-Plessis
2. Bécherel
3. Betton
4. Bruz
5. Cesson-Sévigné
6. Châteaubourg
7. Châteaugiron
8. La Guerche-de-Bretagne
9. Hédé
10. Janzé
11. Liffré
12. Montauban-de-Bretagne
13. Montfort-sur-Meu
14. Mordelles
15. Plélan-le-Grand
16. Rennes-Brequigny
17. Rennes-Centre
18. Rennes-Centre-Ouest
19. Rennes-Centre-Sud
20. Rennes-Est
21. Rennes-le-Blosne
22. Rennes-Nord
23. Rennes-Nord-Est
24. Rennes-Nord-Ouest
25. Rennes-Sud-Est
26. Rennes-Sud-Ouest
27. Retiers
28. Saint-Aubin-d'Aubigné
29. Saint-Méen-le-Grand
30. Vitré-Est
31. Vitré-Ouest

### Các xã
Các xã của quận Rennes, và mã INSEE là: 
| 1. Acigné (35001)                   | 2. Amanlis (35002)                      | 3. Andouillé-Neuville (35003)          | 4. Arbrissel (35005)                   |
| 5. Argentré-du-Plessis (35006)      | 6. Aubigné (35007)                      | 7. Availles-sur-Seiche (35008)         | 8. Bais (35014)                        |
| 9. Balazé (35015)                   | 10. Betton (35024)                      | 11. Bléruais (35026)                   | 12. Boisgervilly (35027)               |
| 13. Boistrudan (35028)              | 14. Bourgbarré (35032)                  | 15. Breteil (35040)                    | 16. Brie (35041)                       |
| 17. Brielles (35042)                | 18. Bruz (35047)                        | 19. Bréal-sous-Montfort (35037)        | 20. Bréal-sous-Vitré (35038)           |
| 21. Brécé (35039)                   | 22. Bécherel (35022)                    | 23. Bédée (35023)                      | 24. Cardroc (35050)                    |
| 25. Cesson-Sévigné (35051)          | 26. Champeaux (35052)                   | 27. Chancé (35053)                     | 28. Chantepie (35055)                  |
| 29. Chartres-de-Bretagne (35066)    | 30. Chasné-sur-Illet (35067)            | 31. Chavagne (35076)                   | 32. Chelun (35077)                     |
| 33. Chevaigné (35079)               | 34. Châteaubourg (35068)                | 35. Châteaugiron (35069)               | 36. Châtillon-en-Vendelais (35072)     |
| 37. Cintré (35080)                  | 38. Clayes (35081)                      | 39. Cornillé (35087)                   | 40. Corps-Nuds (35088)                 |
| 41. Coësmes (35082)                 | 42. Dingé (35094)                       | 43. Domagné (35096)                    | 44. Domalain (35097)                   |
| 45. Domloup (35099)                 | 46. Dourdain (35101)                    | 47. Drouges (35102)                    | 48. Eancé (35103)                      |
| 49. Erbrée (35105)                  | 50. Ercé-près-Liffré (35107)            | 51. Essé (35108)                       | 52. Feins (35110)                      |
| 53. Forges-la-Forêt (35114)         | 54. Gahard (35118)                      | 55. Gaël (35117)                       | 56. Gennes-sur-Seiche (35119)          |
| 57. Guipel (35128)                  | 58. Gévezé (35120)                      | 59. Hédé (35130)                       | 60. Iffendic (35133)                   |
| 61. Irodouër (35135)                | 62. Janzé (35136)                       | 63. L'Hermitage (35131)                | 64. La Bouëxière (35031)               |
| 65. La Chapelle-Chaussée (35058)    | 66. La Chapelle-Erbrée (35061)          | 67. La Chapelle-Thouarault (35065)     | 68. La Chapelle-des-Fougeretz (35059)  |
| 69. La Chapelle-du-Lou (35060)      | 70. La Guerche-de-Bretagne (35125)      | 71. La Mézière (35177)                 | 72. La Nouaye (35203)                  |
| 73. La Selle-Guerchaise (35325)     | 74. Landavran (35141)                   | 75. Landujan (35143)                   | 76. Langan (35144)                     |
| 77. Langouet (35146)                | 78. Lanrigan (35148)                    | 79. Le Crouais (35091)                 | 80. Le Lou-du-Lac (35158)              |
| 81. Le Pertre (35217)               | 82. Le Rheu (35240)                     | 83. Le Theil-de-Bretagne (35333)       | 84. Le Verger (35351)                  |
| 85. Les Iffs (35134)                | 86. Liffré (35152)                      | 87. Livré-sur-Changeon (35154)         | 88. Louvigné-de-Bais (35161)           |
| 89. Marcillé-Robert (35165)         | 90. Marpiré (35166)                     | 91. Martigné-Ferchaud (35167)          | 92. Maxent (35169)                     |
| 93. Mecé (35170)                    | 94. Melesse (35173)                     | 95. Miniac-sous-Bécherel (35180)       | 96. Mondevert (35183)                  |
| 97. Montauban-de-Bretagne (35184)   | 98. Montautour (35185)                  | 99. Monterfil (35187)                  | 100. Montfort-sur-Meu (35188)          |
| 101. Montgermont (35189)            | 102. Montreuil-des-Landes (35192)       | 103. Montreuil-le-Gast (35193)         | 104. Montreuil-sous-Pérouse (35194)    |
| 105. Montreuil-sur-Ille (35195)     | 106. Mordelles (35196)                  | 107. Mouazé (35197)                    | 108. Moulins (35198)                   |
| 109. Moussé (35199)                 | 110. Moutiers (35200)                   | 111. Muel (35201)                      | 112. Médréac (35171)                   |
| 113. Nouvoitou (35204)              | 114. Noyal-Châtillon-sur-Seiche (35206) | 115. Noyal-sur-Vilaine (35207)         | 116. Orgères (35208)                   |
| 117. Ossé (35209)                   | 118. Pacé (35210)                       | 119. Paimpont (35211)                  | 120. Parthenay-de-Bretagne (35216)     |
| 121. Piré-sur-Seiche (35220)        | 122. Pleumeleuc (35227)                 | 123. Plélan-le-Grand (35223)           | 124. Pocé-les-Bois (35229)             |
| 125. Pont-Péan (35363)              | 126. Princé (35232)                     | 127. Québriac (35233)                  | 128. Quédillac (35234)                 |
| 129. Rannée (35235)                 | 130. Rennes (35238)                     | 131. Retiers (35239)                   | 132. Romazy (35244)                    |
| 133. Romillé (35245)                | 134. Saint-Armel (35250)                | 135. Saint-Aubin-d'Aubigné (35251)     | 136. Saint-Aubin-des-Landes (35252)    |
| 137. Saint-Aubin-du-Pavail (35254)  | 138. Saint-Brieuc-des-Iffs (35258)      | 139. Saint-Christophe-des-Bois (35260) | 140. Saint-Didier (35264)              |
| 141. Saint-Erblon (35266)           | 142. Saint-Germain-du-Pinel (35272)     | 143. Saint-Germain-sur-Ille (35274)    | 144. Saint-Gilles (35275)              |
| 145. Saint-Gondran (35276)          | 146. Saint-Gonlay (35277)               | 147. Saint-Grégoire (35278)            | 148. Saint-Jacques-de-la-Lande (35281) |
| 149. Saint-Jean-sur-Vilaine (35283) | 150. Saint-M'Hervon (35301)             | 151. Saint-M'Hervé (35300)             | 152. Saint-Malon-sur-Mel (35290)       |
| 153. Saint-Maugan (35295)           | 154. Saint-Médard-sur-Ille (35296)      | 155. Saint-Méen-le-Grand (35297)       | 156. Saint-Onen-la-Chapelle (35302)    |
| 157. Saint-Pern (35307)             | 158. Saint-Péran (35305)                | 159. Saint-Sulpice-la-Forêt (35315)    | 160. Saint-Thurial (35319)             |
| 161. Saint-Uniac (35320)            | 162. Sainte-Colombe (35262)             | 163. Sens-de-Bretagne (35326)          | 164. Servon-sur-Vilaine (35327)        |
| 165. Taillis (35330)                | 166. Talensac (35331)                   | 167. Thorigné-Fouillard (35334)        | 168. Thourie (35335)                   |
| 169. Torcé (35338)                  | 170. Treffendel (35340)                 | 171. Val-d'Izé (35347)                 | 172. Vergéal (35350)                   |
| 173. Vern-sur-Seiche (35352)        | 174. Vezin-le-Coquet (35353)            | 175. Vieux-Vy-sur-Couesnon (35355)     | 176. Vignoc (35356)                    |
| 177. Visseiche (35359)              | 178. Vitré (35360)                      | 179. Étrelles (35109)                  |                                        |